# Изюмовка (Крым)
Изюмовка (до начала XIX века Тамгаджи́; укр. Ізюмівка, крымскотат. Tamğacı, Тамгъаджы) — село Кировского района Республики Крым, в составе Первомайского сельского поселения (согласно административно-территориальному делению Украины — Первомайского сельсовета Автономной Республики Крым).

## Население
| 2001 | 2014  |
| ---- | ----- |
| 1068 | ↗1128 |

Всеукраинская перепись 2001 года показала следующее распределение по носителям языка
| Язык             | Процент |
| ---------------- | ------- |
| русский          | 65.73   |
| крымскотатарский | 24.06   |
| украинский       | 8.24    |
| другие           | 1.41    |

### Динамика численности
| - 1805 год — 106 чел. - 1864 год — 296 чел. - 1889 год — 562 чел. - 1892 год — 581 чел. - 1902 год — 857 чел. - 1915 год — 585/27 чел. | - 1926 год — 736 чел. - 1939 год — 715 чел. - 1989 год — 1131 чел. - 2001 год — 1068 чел. - 2009 год — 1264 чел. - 2014 год — 1128 чел. |

## Современное состояние
На 2019 год село занимает площадь 122,8. В Изюмовке числится 11 улиц, 429 дворов и 1240 жителей. В селе находится винзавод ОАО «Старокрымский», торговая марка «Золотая Амфора», сельский клуб, сельский клуб постройки 1938 года, находившийся в аварийном состоянии и в 2019 году капитально отремонтированный, отделение почты России, мечеть Тамгаджы джамиси. Изюмовка связана автобусным сообщением со Старым Крымом, райцентром и соседними населёнными пунктами.

## География
Изюмовка — село на юге района, в самых восточных отрогах Внутренней гряды Крымских гор, на левом берегу реки Чурук-Су, высота центра села над уровнем моря — 234 м. Село входит в своего рода агломерация долины Чурук-Су — на западе смыкаясь со Старым Крымом и на северо-востоке — с Первомайским. Райцентр Кировское — примерно в 25 километрах (по шоссе), ближайшая железнодорожная станция — Феодосия (на линии Джанкой — Феодосия) — около 22 километров. Транспортное сообщение осуществляется по региональной автодороге 35К-003 Симферополь — Феодосия (по украинской классификации — P-23).

## История
По данным, полученным в результате работ археолога Александра Гаврилова, Изюмовка была основана на месте двух опустевших селений — христианского и мусульманского. Христианское — видимо, Чурук, или Чуруксу, упоминающееся в «Ведомости о выведенных из Крыма в Приазовье христианах» А. В. Суворова от 18 сентября 1778 года, где имеется запись о выведенных из селения Чуруксу 46 греках и 40 армянах. Мусульманское — Тамагаджи, которое в Камеральном Описании Крыма… 1784 года записано, как Тюпетжик, в последний период Крымского ханства входивший в Арабатский кадылык Кефинского каймаканства.
Видимо, крымские татары покинули деревню ещё до присоединения Крыма к России, поскольку уже в 1784 году в опустевшем селении поселились отставные солдаты Изюмского гусарского полка, вначале давшие поселению название Изюмская слобода, которое со временем превратилось в Изюмовку. По другой, менее распространённой версии, название произошло оти фамилии владельца имения Чурук в те же годы — генерал-поручика Владимира Изюмского.
После присоединения Крыма к России (8) 19 апреля 1783 года, (8) 19 февраля 1784 года, именным указом Екатерины II сенату, на территории бывшего Крымского Ханства была образована Таврическая область и деревня была приписана к Левкопольскому, а после ликвидации в 1787 году Левкопольского — к Феодосийскому уезду Таврической области. После Павловских реформ, с 1796 по 1802 год, входила в Акмечетский уезд Новороссийской губернии. По новому административному делению, после создания 8 (20) октября 1802 года Таврической губернии, Изюмовка была включена в состав Байрачской волости Феодосийского уезда.
По Ведомости о числе селений, названиях оных, в них дворов… состоящих в Феодосийском уезде от 14 октября 1805 года, в российском селении Изюмовка числилось 106 воинских поселян без учтённых дворов, а на военно-топографической карте генерал-майора Мухина 1817 года деревня Изюмовка обозначена с 30 дворами. После реформы волостного деления 1829 года Изюмовку, согласно «Ведомости о казённых волостях Таврической губернии 1829 года», отнесли к Учкуйской волости (переименованной из Байрачской). На карте 1836 года в деревне русская Изюмовка (Тамгаджи) 32 двора, как и на карте 1842 года.
В 1860-х годах, после земской реформы Александра II, деревню приписали к Салынской волости. Согласно «Списку населённых мест Таврической губернии по сведениям 1864 года», составленному по результатам VIII ревизии 1864 года, Изюмовка (Тамагаджи) — казённое русское село с 52 дворами, 296 жителями и сельской почтовой станцией при речке Чурюк-Су. По обследованиям профессора А. Н. Козловского начала 1860-х годов, в селении «…имелась пресная вода в изобилии из горных родников и ручьёв». На трёхверстовой карте Шуберта 1865—1876 года в деревне Изюмовка обозначено 53 двора. На 1886 год в деревне Изюм при речке Куруксу, согласно справочнику «Волости и важнѣйшія селенія Европейской Россіи», проживало 447 человека в 62 домохозяйствах, действовала школа. По «Памятной книге Таврической губернии 1889 года», по результатам Х ревизии 1887 года, в Изюмовке числилось 82 двора и 562 жителя.
После земской реформы 1890-х годов деревня осталась в составе преобразованной Салынской волости. На верстовой карте Крыма 1896 года в селении обозначено 80 дворов с русским населением. По «…Памятной книжке Таврической губернии на 1892 год» в Изюмовке, входившей в Изюмовское сельское общество, числился 581 житель в 22 домохозяйствах. Перепись 1897 года зафиксировала в селе 1088 жителей, из которых 1017 православных. По «…Памятной книжке Таврической губернии на 1902 год» в деревне Изюмовка числилось 857 жителей в 85 домохозяйствах. На 1914 год в селении действовало земское училище. По Статистическому справочнику Таврической губернии. Ч.II-я. Статистический очерк, выпуск пятый Феодосийский уезд, 1915 год, в деревне Изюмовка Салынской волости Феодосийского уезда числилось 140 дворов (125 дворов с землёй, 5 — безземельные) с русским населением в количестве 585 человек приписных жителей и 27 «посторонних», из которых 315 мужчин и 297 женщин. Жители владели 1200 десятинами удобной земли. В хозяйствах имелось 300 лошадей, 120 волов, 125 коров и 150 голов овец, свиней, или коз.
После установления в Крыму Советской власти, по постановлению Крымревкома от 8 января 1921 года была упразднена волостная система и село вошло в состав вновь созданного Старо-Крымского района Феодосийского уезда, а в 1922 году уезды получили название округов. Во время голода 1921—1922 года в Изюмовке умерло 70 человек. 11 октября 1923 года, согласно постановлению ВЦИК, в административное деление Крымской АССР были внесены изменения, в результате которых округа ликвидировались и Старо-Крымский район стал самостоятельной административной единицей. Декретом ВЦИК от 04 сентября 1924 года «Об упразднении некоторых районов Автономной Крымской С. С. Р.» Старо-Крымский район был упразднён и село включили в Феодосийский. Согласно Списку населённых пунктов Крымской АССР по Всесоюзной переписи 17 декабря 1926 года, в селе Изюмовка, центре Изюмовского сельсовета Феодосийского района, числилось 178 дворов, из них 144 крестьянских, население составляло 736 человек, из них 728 русских, 5 украинцев, 1 армянин, 1 болгарин, 1 еврей, действовала русская школа I ступени (пятилетка). Постановлением ВЦИК «О реорганизации сети районов Крымской АССР» от 30 октября 1930 года из Феодосийского района был выделен (воссоздан) Старо-Крымский район (по другим сведениям 15 сентября 1931 года) и село включили в его состав. По данным всесоюзной переписи населения 1939 года в селе проживало 715 человек.
С 25 июня 1946 года Изюмовка в составе Крымской области РСФСР, а 26 апреля 1954 года Крымская область была передана из состава РСФСР в состав УССР. После ликвидации в 1959 году Старокрымского района село переподчинили Кировскому. Указом Президиума Верховного Совета УССР «Об укрупнении сельских районов Крымской области», от 30 декабря 1962 года Кировский район был упразднён и село присоединили к Нижнегорскому. 1 января 1965 года, указом Президиума ВС УССР «О внесении изменений в административное районирование УССР — по Крымской области», вновь включили в состав Кировского. В те же году был упразднён сельсовет, поскольку на 30 декабря 1962 года он ещё существовал, а в указе «О внесении изменений в административное районирование УССР — по Крымской области» от 1 января 1965 года Изюмовский сельсовет уже не значится. По данным переписи 1989 года в селе проживал 1131 человек. С 12 февраля 1991 года село в восстановленной Крымской АССР, 26 февраля 1992 года переименованной в Автономную Республику Крым. С 21 марта 2014 года — в составе Республики Крым России.